# Slag bij Konya
De Slag bij Konya vond plaats op 21 december 1832 ter hoogte van de stad Konya, Turkije tussen het Ottomaanse leger en het leger van Mohammed Ali van Egypte.

## Achtergrond
Sultan Mahmut II had hulp gevraagd aan Mohammed Ali in zijn strijd tegen de Griekse Onafhankelijkheidsoorlog. Na tal van slachtpartijen grepen de grote mogendheden in en versloeg de Egyptische vloot in de Zeeslag bij Navarino. Mohammed Ali vond dat hij geen voldoende compensatie had gekregen voor het geleden verlies en viel de Levant binnen. Daar hij weinig tegenstand ondervond, rukte hij op richting de hoofdstad Constantinopel.

## Slag
Het Egyptische leger stond onder leiding van Ibrahim Pasja, de zoon van Mohammed Ali. Op de dag van de veldslag hing er een dikke mist en zichtbaarheid was zo goed als nihil. Ibrahim Pasja concentreerde zich op het geluid van de Turkse kanonnen en schoof die richting op. Toen plots de mist tijdelijk optrok merkte hij een gat op in de Ottomaanse formatie tussen hun cavalerie en infanterie. Hij leidde zijn troepen persoonlijk naar deze opening tussen de weg en de moerassen, waardoor verwarring ontstond in de Ottomaanse gelederen. Toen de Ottomaanse linkerflank instortte, begaf de grootvizier Reşid Mehmed Pasja zich persoonlijk in hun midden om hen te verzamelen, maar in de mistige verwarring werd hij omsingeld door Egyptenaren en gevangengenomen. De verovering van hun opperbevelhebber vergrootte de verwarring onder de Ottomanen, sommige eenheden verloren de samenhang en braken de gelederen, terwijl de Egyptische artillerie en cavalerie oprukten, hen omsingelden en een meedogenloze slachting aanrichtten.

## Resultaat
Na de slag gingen beide partijen samenzitten. Mohammed Ali verkreeg Groot-Syrië. Hij bleef een vazal van het Ottomaanse Rijk, maar met volledige autonomie en met recht van opvolging voor zijn nageslacht.